# Ross Hartigan
Pour les articles homonymes, voir Hartigan.
Ross Hartigan, né en 1998, est un nageur sud-africain.

## Carrière
Ross Hartigan remporte aux Championnats d'Afrique de natation 2021 à Accra la médaille d'or sur 200 mètres papillon et la médaille d'argent sur 4 × 200 mètres nage libre mixte.
Il obtient aux Championnats d'Afrique de natation 2022 à Tunis la médaille d'argent sur 50 mètres papillon et sur 200 mètres 4 nages et la médaille de bronze sur 4 × 200 mètres nage libre et sur 4 × 100 mètres quatre nages.